# Honeydew
"Honeydew" es el cuarto episodio de la segunda temporada de la comedia dramática televisiva estadounidense The Bear. Es el duodécimo episodio general de la serie y fue escrito por la productora supervisora Stacy Osei-Kuffour y dirigido por Ramy Youssef. Fue lanzado en Hulu el 22 de junio de 2023, junto con el resto de la temporada.
La serie sigue a Carmen "Carmy" Berzatto, un galardonado chef de cocina de la ciudad de Nueva York, que regresa a su ciudad natal de Chicago para dirigir la fallida tienda de sándwiches de carne italiana de su difunto hermano Michael. En el episodio, Marcus viaja a Dinamarca para aprender tres postres únicos, trabajando junto a un chef experimentado.
El episodio recibió elogios de la crítica, y la aparición especial de Will Poulter recibió grandes elogios, mientras que el enfoque en Marcus y la dirección de Youssef también recibió enormes elogios.

## Trama
Cuando faltan 7 semanas para la gran inauguración, Carmy (Jeremy Allen White) y Natalie (Abby Elliott) discuten un problema reciente con el registro de la marca del restaurante. Al darse cuenta de su comportamiento reciente, Natalie finalmente le revela su embarazo y le pide que lo mantenga en secreto. Sin embargo, se escucha su conversación cuando el muro cerca de ellos ha caído, y Richie (Ebon Moss-Bachrach) dice que ya lo sabía.
A Marcus (Lionel Boyce) se le asigna la tarea de crear tres postres únicos y debe dejar a su madre postrada en cama al cuidado de una enfermera. Llega a Copenhague, donde se hospeda unos días en un yate. Llega al restaurante y conoce al pastelero Luca (Will Poulter), quien utiliza un enfoque estricto y disciplinado en la cocina. Si bien Marcus inicialmente lucha por adaptarse a los métodos, poco a poco llega a comprender el enfoque de Luca. Marcus y Luca rápidamente forman un parentesco, y Luca habla sobre su pasado. Explica que era arrogante cuando era más joven, pero que después de conocer a un chef con más experiencia, aprendió a apreciar su talento y al mismo tiempo apreciar la vida fuera de la cocina. Añade que si no puede ser el mejor en nada, puede hacer lo mejor para sí mismo y estar contento con su vida.
Por la noche, Marcus encuentra a un danés atrapado en una valla después de estrellar accidentalmente su bicicleta. Quita la valla y ayuda al hombre a salir sano y salvo. Más tarde, habla con Sydney (Ayo Edebiri) por teléfono y le dice que extraña todo sobre Chicago. Antes de colgar, Sydney le dice a Marcus que debe cuidarse solo si quiere ayudar a su madre. En la cocina, Marcus replica con éxito una comida que sugirió Luca, y la come alegremente.

## Producción

### Desarrollo

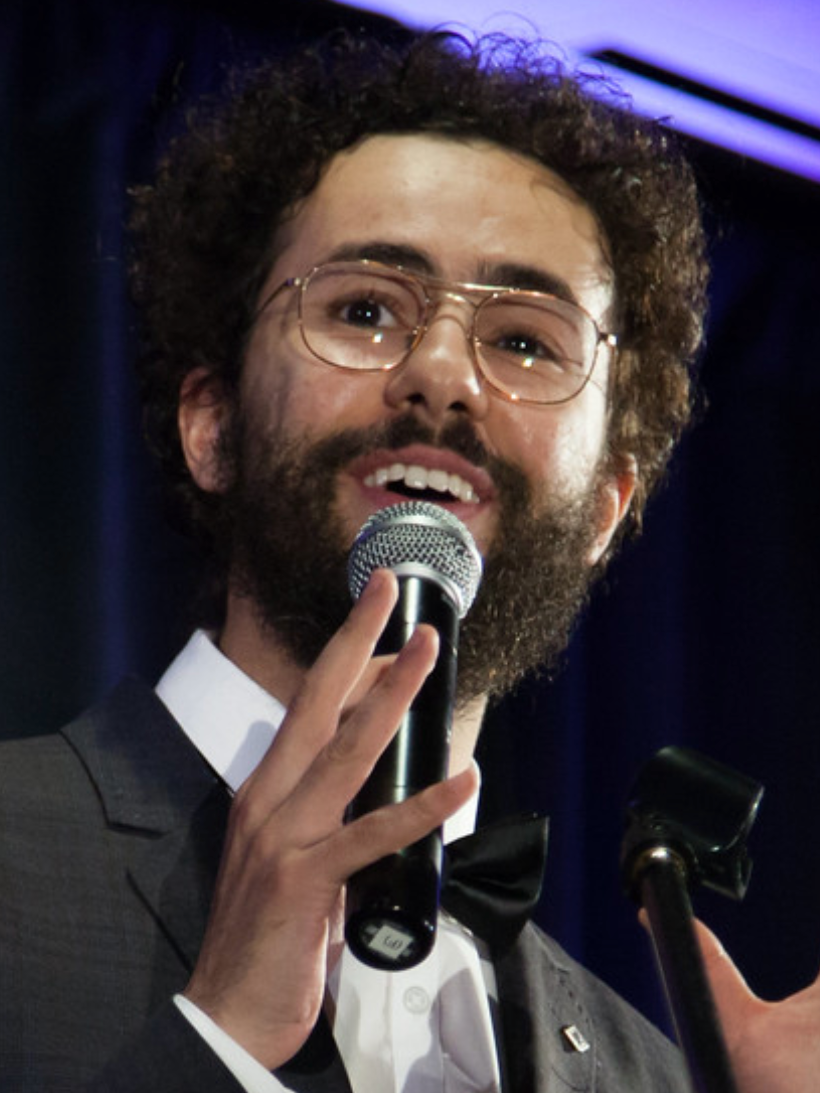
Ramy Youssef dirigió el episodio.

En mayo de 2023, Hulu confirmó que el episodio se titularía "Honeydew" y sería escrito por la productora supervisora Stacy Osei-Kuffour y dirigido por Ramy Youssef.  Fue el primer crédito como escritor de Osei-Kuffour y el primer crédito como director de Youssef.  Este fue el primer episodio de la serie que no fue dirigido ni por el creador de la serie Christopher Storer ni por la showrunner Joanna Calo. 

### Escritura
Lionel Boyce dijo que cuando recibió el guion, sintió que el episodio se sentiría como "una película de acción muy intensa y aterradora", dada la falta de conocimiento de Marcus sobre el restaurante y el país. Añadió: "Tuvo que trabajar y tomárselo en serio. Fue diferente en el buen sentido, donde creo que abrió al chef Luca al final. Se ganó su respeto. Esto es lo que se siente no "Solo trabajamos en un restaurante, pero en un restaurante de alto nivel. Nunca revelamos qué es el restaurante, pero sabes lo que es, está en la cima del juego, así aprendes cómo es esa mentalidad".

### Casting

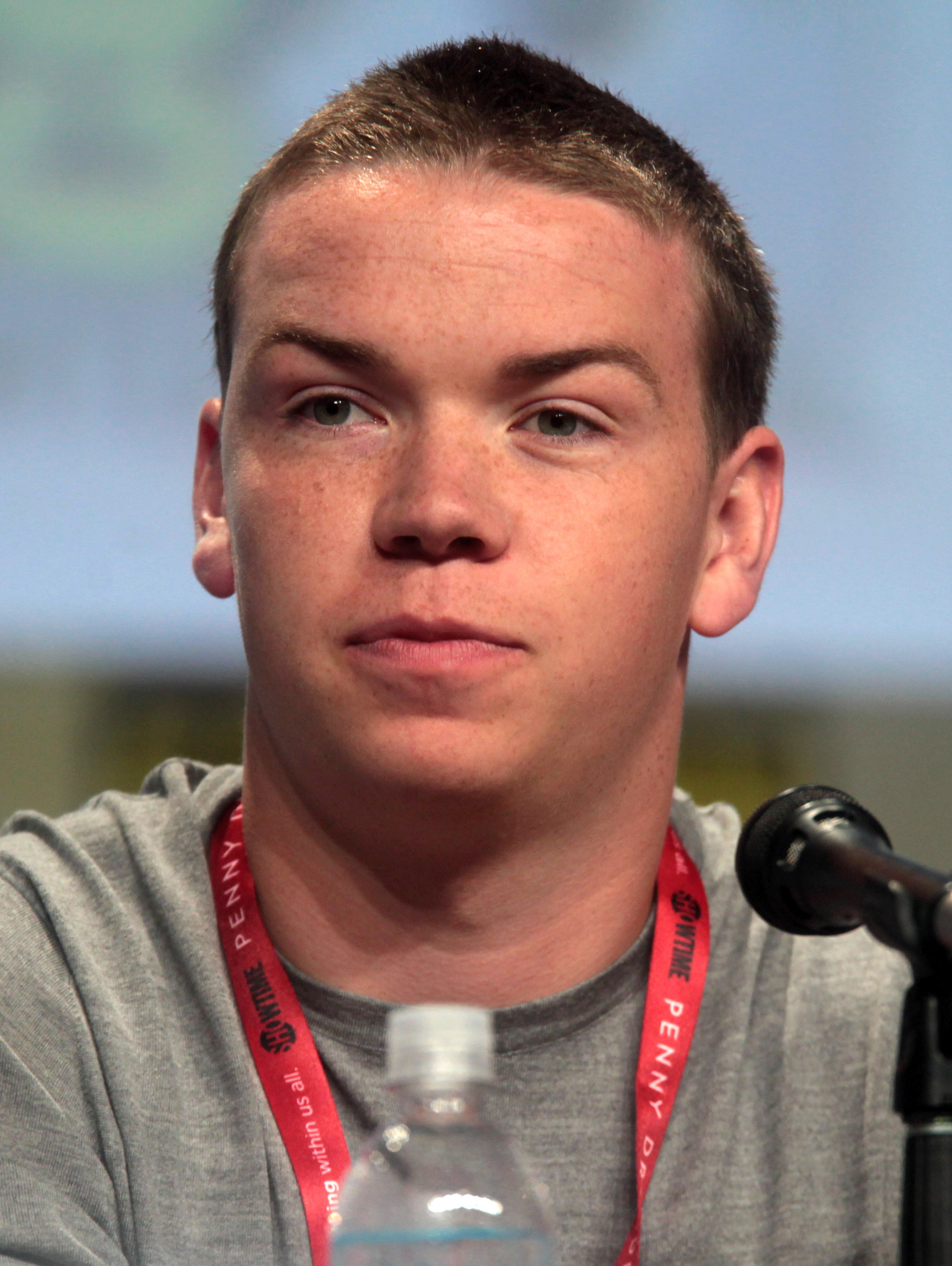
Will Poulter es la estrella invitada en el episodio.

El episodio cuenta con una aparición especial de Will Poulter. Poulter dijo que era un gran admirador de la serie y "literalmente le rogó" al creador de la serie, Christopher Storer, que le diera un papel: "Tuvo la amabilidad de ofrecerme la oferta de interpretar a Luca, y eso realmente cambió mi vida, para ser honesto".
Para prepararse para el papel, Poulter practicó en varios restaurantes de Londres durante meses, lo que le permitió formar una historia de fondo para su personaje y comprenderla. Dijo que la lección más importante fue "mostrar que hay una manera de estar en la cocina, en una posición superior, para tener autoridad, no tienes que gritar, tirar cacerolas y ser un imbécil". Filmó sus escenas en sólo dos días.Los tatuajes de Luca son falsos, pero Poulter trabajó en el diseño de la apariencia y el significado detrás de los tatuajes planeados, que luego fueron creados por el departamento de arte.

### Rodaje
Youssef dijo que antes de filmar el episodio, consideró un desafío: "¿Cómo podemos hacer que esto sea una exhalación meditativa en el punto del cuarto episodio de la temporada... [y] cómo combinamos lo colorida que es la ciudad y ¿Qué tan coloridos son estos postres?"  Para prepararse completamente, viajó a Copenhague, Dinamarca, donde permaneció dos semanas para estudiar los diseños de un restaurante, Noma, que inspiraría el restaurante representado en el episodio.  Boye también viajó a Copenhague, donde se formó en el restaurante. 

## Reseñas críticas
"Honeydew" recibió elogios de la crítica. Justin Charity de The Ringer escribió: "Ninguno de estos personajes merece el trato rudo al que a menudo se sometieron en Original Beef, pero Marcus en particular, en los primeros años de su comienzo relativamente tardío en el mundo culinario, necesita una cabeza más fría. y una mano más firme que la que Carm y Syd suelen brindar en el calor del momento. Para ser justos, yo también perdí la cabeza al ver a Marcus todavía preocupándose por esas malditas donas mientras sus colegas estaban claramente en agonía durante el infame colapso de las órdenes para llevar en el penúltimo episodio de la temporada pasada, pero necesita a alguien que alimente esa fantasía en él, que convierta esa curiosidad en talento".
Alex Abad-Santos de Vox escribió: "Por un lado, Luca se dio cuenta de que nunca sería el mejor y, por el otro, este chef anónimo de alguna manera lo alivió de la presión que se estaba presionando a sí mismo, permitiéndole ser el mejor que podría ser. Luca encontró una comunidad en la competencia y se dio cuenta de que el talento no es un juego de suma cero en el que el talento de otra persona niega el suyo. Hay espacio para todos; el talento inspira y fomenta el éxito, y Marcus es parte de ese círculo".
Marah Eakin de Vulture le dio al episodio una calificación perfecta de 5 estrellas sobre 5 y escribió: "Dejé “Honeydew” aún más enamorado de Marcus de lo que ya estaba, y realmente impresionado con el trabajo de Lionel Boyce en el papel. Es una isla de Tranquila calma en un océano de tiempos turbulentos y terriblemente difíciles, y en un programa como The Bear, ese tipo de energía y presencia es invaluable, por decir lo menos".  AJ Daulerio de Decider escribió: "Este es un episodio de televisión de aspecto magnífico. El director Ramy Youssef sabe cómo capturar las complejidades de lo que estamos viendo aprender a Marcus. La belleza que ve es lo que se nos muestra en la pantalla". 